# 奥托·约翰内森
奥托·约翰内森（挪威語：Otto Johannessen，1894年7月25日—1962年12月6日），挪威男子竞技体操运动员。他曾代表挪威获得1920年夏季奥运会体操比赛男子团体自由式银牌。他于1962年在美国纽约市去世。